# Symphyogyna aspera
Symphyogyna aspera là một loài rêu trong họ Pallaviciniaceae. Loài này được Stephani mô tả khoa học đầu tiên.